# Giovanni Costetti

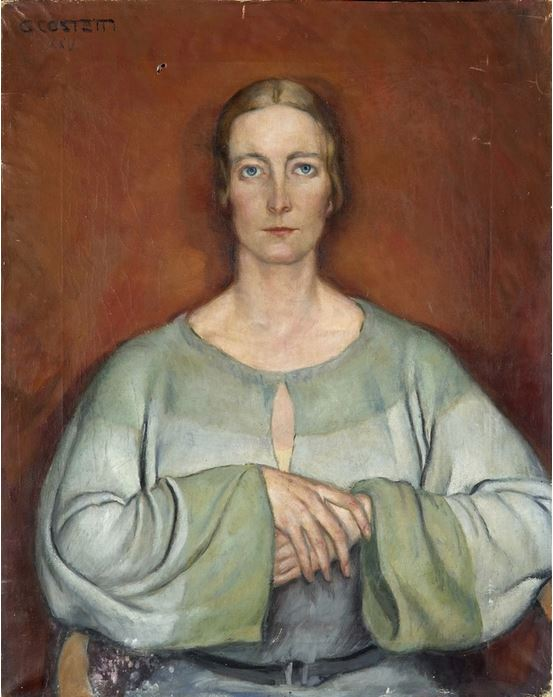
Ritratto della moglie Mai Sewell Costetti (1892–1975)

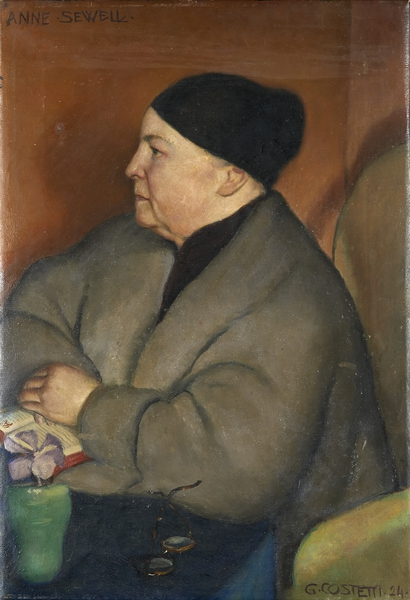
Ritratto della suocera Anne Cathrine Aschehoug (1860–1926)

Giannetto (Giovanni) Costetti (Reggio Emilia, 13 luglio 1874 – Settignano, 3 settembre 1949) è stato un pittore, incisore e poeta italiano.

## Biografia
Nato a Reggio Emilia da Luigia Sacchi e dal sarto Massimiliano, effettua i primi studi a Bologna e presso la scuola di disegno per operai di Reggio Emilia.
Dopo alcuni viaggi a Torino e in Svizzera, dove si mantiene disegnando illustrazioni, grazie all'interessamento degli artisti reggiani Gaetano Chierici e Cirillo Manicardi, che riconoscono in lui del potenziale talento, nel 1897 ottiene dal comune di Reggio Emilia una borsa di studio (il legato Sanguinetti) che gli consente di iscriversi alla Scuola fiorentina del Nudo del maestro Giovanni Fattori, dove è compagno di Oscar Ghiglia, Ardengo Soffici, Armando Spadini, Giuseppe Graziosi e Beatrice Ancillotti Goretti,
con i quali frequenta gli ambienti fiorentini del Caffè Gambrinus.
Nel 1899 allestisce la prima mostra personale Disegni dai Maestri del Rinascimento, dove espone disegni ispirati alle opere di Giorgione, Giotto e Tiziano.
Nel novembre 1900 soggiorna con Umberto Brunelleschi e Soffici a Parigi, dove studia le opere di Puvis e la cultura simbolista, viene a contatto con i dipinti di Paul Cézanne e conosce lo scultore Auguste Rodin; di ritorno, si stabilisce a Firenze con Soffici, Brunelleschi, Giovanni Graziosi e Gino Melis, prendendo parte attiva alla vita culturale della città. Fino al 1905 è redattore, recensore e incisore della rivista Il Leonardo, diretta da Giovanni Papini e collabora con i periodici Hermes e La nave di Gabriele D'Annunzio.
Nel 1901 partecipa al concorso Alinari con tema l'illustrazione della Divina Commedia, vinto da Adolfo De Carolis, nel 1902 è presente all'Esposizione dell'arte decorativa di Torino, mentre l'anno successivo espone alcuni ritratti alla Rassegna d'arte di Firenze e nove disegni alla Biennale di Venezia.
Tra il 1904 e il 1906 abbandona le sue opere di ambito simbolista per avviarsi alla realizzazione di quadri dai tratti orridi e grotteschi.
Risentito a causa di attriti con Soffici per il suo avvicinamento al Futurismo, si isola tra Settignano e Pistoia, dedicandosi prevalentemente alla produzione di ritratti; nel 1912 è alla Biennale di Venezia con quadri e disegni, nel 1913 contribuisce con Renato Fondi e Giovanni Michelucci alla nascita della Famiglia artistica pistoiese, con la quale organizza la Mostra di Bianco e Nero.
Nel 1914 espone 12 acqueforti a una personale con il fratello Romeo allestita presso il Museo Civico di Reggio Emilia e avvia una collaborazione con la rivista pistoiese La Tempra, che successivamente dirigerà insieme a Fondi.
Dal 1919, a conclusione del conflitto bellico, si dedica alla redazione di poesie, saggi e drammi: nel 1921 pubblica il dramma L'Idolo e diviene in seguito editore del Giornale di Poesia.
Nel 1921 espone alla Primaverile Fiorentina, alla Biennale di Roma e partecipa alla Biennale di Venezia con Autoritratto e Il convento.
Nella produzione artistica dal 1920 al 1930, l’arte di Costetti è pervasa da una forte carica di spiritualità e misticismo,
che lo conduce a ritrarre temi sacri (Il buon samaritano, Ai piedi della croce, L’ingiunzione) e con riferimenti alle filosofie orientali (Krishnamurti).
In questo periodo, collabora con le riviste L’Uomo Nuovo, il Giornale di Poesia, La Via, Fantastica e Sagittario.
Nel 1923 sposa in seconde nozze la giornalista norvegese Mary Elizabeth Clare (Mai) Sewell (1892-1975), l'anno successivo espone alla II Fiera d'arte di Firenze.
Nel 1925 sottoscrive il Contromanifesto promosso da Benedetto Croce in risposta allo schieramento degli intellettuali che avevano promulgato il Manifesto per il regime fascista di Giovanni Gentile; nel 1926 partecipa alla I mostra milanese del Novecento e soggiorna a Parigi, dove conosce il filosofo Giuseppe Lanza Del Vasto, che lo spinge all'interesse per le filosofie orientali e la ballerina statunitense Anieka Yan Leggett, che utilizza come soggetto per un ciclo di oltre cento disegni focalizzati sulla danza.
Nel 1928 è ancora a Venezia con cinque opere e viaggia tra Oslo e Parigi; nel 1931 organizza a Berlino una mostra collettiva degli spiritualisti e a Parigi una personale con 55 dipinti, l'anno successivo un'altra personale alla Galleria Bellini di Firenze.
Rifugiatosi tra Norvegia e Paesi Bassi per sfuggire al fascismo, rientra in Italia nel 1948 e muore a Settignano il 3 settembre 1949.
Il fratello Romeo (1874-1957) è anch'egli artista d'avanguardia, specializzato nella tecnica del monotipo e presente a numerose esposizioni internazionali.
I manoscritti di Costetti sono stati riuniti in un Fondo (il Legato May Sewell Costetti) conservato dal 1976 presso i Musei Civici di 
Reggio Emilia che racchiude parte della produzione letteraria, fra cui testi teatrali (i drammi Nero redux e L'idolo), commedie (Confessioni di un autore drammatico con prefazione di Giosuè Carducci del 1883), studi critici (Il teatro italiano nel 1800), romanzi (Ermanno Luch), saggi filosofici e poesie (Il libro di Mai).
Tra i suoi allievi, il pistoiese Renzo Agostini, Arrigo Del Rigo, Carlo Socrate e Domenico Candia.

## Stile
(L'Ultima, Volume 4, Firenze, p.31)
(da Pillole d'Arte, Primaverile Fiorentina, 1922)
Artista multiforme, con una personalità voltata all'irrequietezza e alla necessità di continue sperimentazioni, viene riconosciuto come uno dei primi pittori ad aver introdotto in Italia il Simbolismo e l’Espressionismo nordici, appresi tramite i frequenti viaggi all'estero, in particolare i temi propri dell'arte dello svizzero Arnold Böcklin, ripresi poi da Giorgio de Chirico agli albori della sua produzione.
Ritrattista, la prima fase della sua attività si ispira ai modelli naturalistici rinascimentali (Ritratto di Giovanni Papini) appresi dalla Scuola del Nudo di Giovanni Fattori; in seguito, viene attratto (come, fra altri, il livornese Oscar Ghiglia) dallo stile di Paul Cézanne, senza però mai aderire ai canoni dell'Impressionismo francese.
Nella seconda fase della sua vita artistica adotta uno stile simbolista, che presto sfocia in una produzione dai tratti orridi 
e grotteschi, tendente a una polemica ideologica antiborghese, derivata dalla sua frequentazione con Arrigo Levasti e gli ambienti del misticismo fiorentino.
L'ultima fase artistica è contraddistinta dalla forte ribellione contro la politica culturale fascista e opere realizzate con ideali espressionisti e Fauves che richiamano Edvard Munch e il periodo grigio, con forte risalto dei sentimenti di sofferenza e tormento interiore.

## Opere principali
- Ritratto di Naborre Campanini (1901), olio su tela, Musei Civici di Reggio Emilia;
- Gianfalco (Ritratto di Giovanni Papini) (1902), olio su cartone, collezione privata;
- Ritratto di Giovanni Papini (1903), olio su tela, collezione privata;
- Il buon sorriso (Ritratto di Beatrice Ancillotti) (1903), olio su tela, Galleria d'arte moderna, Firenze;
- Ritratto di Gabriele D'Annunzio (1904), olio su tela, collezione privata;
- Il mantenuto (1908), acquaforte, collezione privata;
- Ritratto di Carolina Micotti Hermann (1909), olio su tela, collezione privata;
- Ritratto di Carlo Socrate (1910), olio su tela, Galleria d'arte moderna, Firenze[20];
- Sotto la tenda (1912), olio su tela, Musei Civici di Reggio Emilia;
- Donna e bambina con bambola (1912), olio su tela, Galleria d'arte moderna, Firenze;
- Scena di tortura (1912), olio su tela, Galleria d'arte moderna, Firenze;
- Ritratto di Dino Campana (1913), olio su tela, Centro studi campaniani Enrico Consolini, Marradi;
- Ritratto del pittore Jean Mirynon (1913), olio su tela, Musei Civici di Reggio Emilia;
- Il passeggio (1913-1914), olio su tela, Galleria d'arte moderna, Firenze;
- La porta verde (1915), olio su tela, Musei Civici di Reggio Emilia;
- Annunciazione (1915), olio su tela, Fondazione Cassa di Risparmio di Firenze;
- Donna con bicchiere (1915), olio su tela, Galleria d'arte moderna, Firenze;
- Ritratto di Domenico Candia (1917), olio su tela, Galleria d'arte moderna, Firenze;
- Abiti arancio (1918), olio su tela, Galleria d'arte moderna, Firenze;
- Il nudo lungo (1918-1920), olio su tela, Musei Civici di Reggio Emilia;
- L'ombrellino (1918-1920), olio su tela, Galleria d'arte moderna, Firenze;
- Ritratto dell'amico Vannicola (1918-1920), olio su tela, Galleria d'arte moderna, Firenze[21];
- Le calze nere (1920), olio su tela, Musei Civici di Reggio Emilia;
- Nudi sotto la tenda (1920), olio su tela, Galleria d'arte moderna, Firenze;
- Autoritratto con l'allievo Domenico Candia (1920), olio su tela, Galleria d'arte moderna, Firenze;
- Donne e clown con cane (1920), olio su tela, Musei Civici di Reggio Emilia;
- Ritratto di Domenico Candia (1920), olio su tela, Galleria d'arte moderna, Firenze;
- Autoritratto (1920), olio su tela, collezione privata;
- Ritratto di Anne Cathrine Marie Aschehoug (1920), olio su tela, Museo di Oslo[22];
- Ritratto di Augusto Hermet (1920-1922), olio su tela, Galleria d'arte moderna, Firenze;
- La pensierosa (1921), olio su tela, Galleria d'arte moderna, Firenze;
- Le amiche (Due nudi con Pierrot) (1922), olio su tela, collezione privata;
- La chiesa di San Gervasio (1924), olio su tela, Galleria d'arte moderna, Firenze;
- Il profetino (1924-1925), olio su tela, Galleria d'arte moderna, Firenze[23];
- Ritratto di Natale Prampolini (1924), olio su tela, collezione privata;
- Ritratto di Raffaele De Grada (1924), olio su tela, Galleria d'arte moderna, Firenze;
- Ritratto di Mary Claire Sewell (1925), olio su tela, Museo di Oslo[24];
- Crocefissione (1925), olio su tela, Musei Civici di Reggio Emilia;
- Entrata di Cristo in Gerusalemme (1926), olio su tela, Galleria d'arte moderna, Firenze;
- May con la madre (1926), olio su tela, Galleria d'arte moderna, Firenze;
- Ritratto dello scultore Pose (1926), olio su tela, Galleria d'arte moderna, Firenze;
- Ritratto di Onofrio Martinelli (1926), olio su tela, Galleria d'arte moderna, Firenze;
- Ritratto di Ugo Dettore (1926-1927), olio su tela, Galleria d'arte moderna, Firenze;
- Ritratto di Guido Manacorda (1926-1928), olio su tela, Galleria d'arte moderna, Firenze;
- Ritratto dello scultore Brunelleschi (1926-1928), olio su tela, Galleria d'arte moderna, Firenze;
- Autoritratto in giallo (1927), olio su tela, Musei Civici di Reggio Emilia;
- Nudo su fondo rosso (1927), olio su tela, Galleria d'arte moderna, Firenze;
- La tristezza (1929), olio su tela, Musei Civici di Reggio Emilia;
- Doppio Autoritratto (1929), olio su tela, Musei Civici di Reggio Emilia;
- Il violinista Nucci (1929-1933), olio su tela, Galleria d'arte moderna, Firenze;
- Paese con alberi (1930), olio su tela, Galleria d'arte moderna, Firenze;
- La donna scollata (1930), olio su tela, Musei Civici di Reggio Emilia;
- La domanda (1930), olio su cartone, Galleria d'arte moderna, Firenze;
- Tre nudi (1930), olio su tela, Musei Civici di Reggio Emilia;
- Donna con blusa blu (1930), olio su tela, Musei Civici di Reggio Emilia;
- Donna con la veletta (1931), olio su tela, Galleria d'arte moderna, Firenze[25];
- Nudo sul ponte (1931), olio su tela, Galleria d'arte moderna, Firenze;
- Krishnamurti (1932), olio su tavola, Musei Civici di Reggio Emilia;
- Ritratto della signora Stein (1933), olio su tela, Galleria d'arte moderna, Firenze;
- Compianto sul Cristo morto (1933), olio su tela, Galleria d'arte moderna, Firenze;
- Ritratto di Bernard Shaw (1933), olio su tela, Galleria d'arte moderna, Firenze;
- Ritratto di Leo Stein (1933), olio su tela, Galleria d'arte moderna, Firenze;
- La bella addormentata (1935), olio su tela, Galleria d'arte moderna, Firenze[26];
- Ritratto di May di profilo (1936), olio su tela, Galleria d'arte moderna, Firenze;
- Ritratto di Jenni Maurinchel (1937), olio su tela, Musei Civici di Reggio Emilia;
- Testa in giallo (1938), olio su tela, Galleria d'arte moderna, Firenze[27];
- L'anima in cammino (1940), olio su tela, Musei Civici di Reggio Emilia;
- Autoritratto (1941), olio su tela, Galleria d'arte moderna, Firenze;
- L'anima in cammino per la terra (1943), olio su tela, Galleria d'arte moderna, Firenze[28];
- Paesaggio di notte con la luna (1945), olio su tela, Musei Civici di Reggio Emilia;
- Maschere (1947), olio su tela, Musei Civici di Reggio Emilia;
- Nudo accovacciato (1947), olio su tela, Galleria d'arte moderna, Firenze[29];
- La primavera (non datata), olio su tela, Musei Civici di Reggio Emilia;
- Ritratto di signora (non datata), olio su tela, Musei Civici di Reggio Emilia;
- Nudo con le calze (non datata), olio su tela, Galleria d'arte moderna, Firenze[30];
- Pierrot e la ballerina (non datata), olio su tela, Galleria d'arte moderna, Firenze[31];
- Ritratto di un pittore svedese (non datata), olio su tela, Galleria d'arte moderna, Firenze[32];
- La donna pallida (non datata), olio su tela, Museo nazionale di palazzo Reale, Pisa;
- Ritratto di Piero Bugiani (non datata), olio su tela, Galleria d'arte moderna, Firenze[33].